# JavaCC
JavaCC (Java Compiler Compiler) è un generatore di parser che fa uso del sistema di parsing LL(k) per il linguaggio di programmazione Java. JavaCC è simile a Yacc poiché genera un parser per una grammatica fornita nella notazione BNF, solamente che il codice sorgente in output è in Java.
Nel 1996, la Sun Microsystems rilasciò un generatore di parser chiamato Jack, gli sviluppatori responsabili di Jack crearono una loro compagnia chiamata Metamata e cambiarono il nome di Jack in JavaCC. Metamata alla fine divenne parte di WebGain e dopo che WebGain chiuse le sue attività, JavaCC venne spostato nella sua corrente home.
Vedi il sito web ufficiale per la documentazione e i downloads.